# Kościół św. Stanisława w Sieradzu
Kościół Świętego Stanisława w Sieradzu – rzymskokatolicki kościół rektorski znajdujący się w Sieradzu, na terenie parafii Wszystkich Świętych, w województwie łódzkim.

## Historia
Został wzniesiony w latach 1233–1245 jako jedna z najstarszych świątyń dominikanów w Polsce (obecnie należy do Zgromadzenia Sióstr Urszulanek Serca Jezusa Konającego). W Sieradzu podczas budowy kościoła działał znakomity warsztat ceramiczny, produkujący elementy dekoracyjne niespotykane w innych ośrodkach ówczesnego budownictwa ceglanego Europy Środkowo-Wschodniej. Warsztat budujący kościół dominikanów w Sieradzu mógł też pracować przy budowie kościoła Dominikanów w Poznaniu i Sandomierzu. Trójlistne bloki tworzące archiwolty portalowe i rodzaj przesłon okiennych, delikatne reliefy wokół łuków okien zachodnich przypominają elementy wykończenia kościoła Dominikanów pw. św. Jakuba w Sandomierzu. Występuje tu też podokapowy fryz skomponowany i zestawiony z płytek ceramicznych, których relief tworzy przecinające się arkadki wsparte stylizowanymi „heraldycznie” liliami. Wczesnośredniowieczny prototyp takiego fryzu znaleziono we Włoszech.
W 1331 kościół został spalony przez wojska zakonu krzyżackiego, pomimo interwencji przeora Mikołaja u znanego mu osobiście komtura Hermana von Oettingena. Odbudowany około 1380 roku. Następnie po pożarze w XVII wieku, przebudowany na początku XVIII wieku.

## Architektura i wyposażenie
Kościół jest wczesnogotycki w zrębie, murowany z cegły o układzie wendyjskim, jednonawowy. Fasady (wschodnie i zachodnie) o szczytach barokowych. W zewnętrznej ścianie nawy południowej znajduje się, w miejscu pierwotnego wejścia, wczesnogotycki portal z XIII wieku. Wystrój wnętrza barokowo-rokokowy. Na uwagę zasługują malowidła wykonane w 1910 roku, przedstawiające sceny z życia królowej Jadwigi.

### Organy

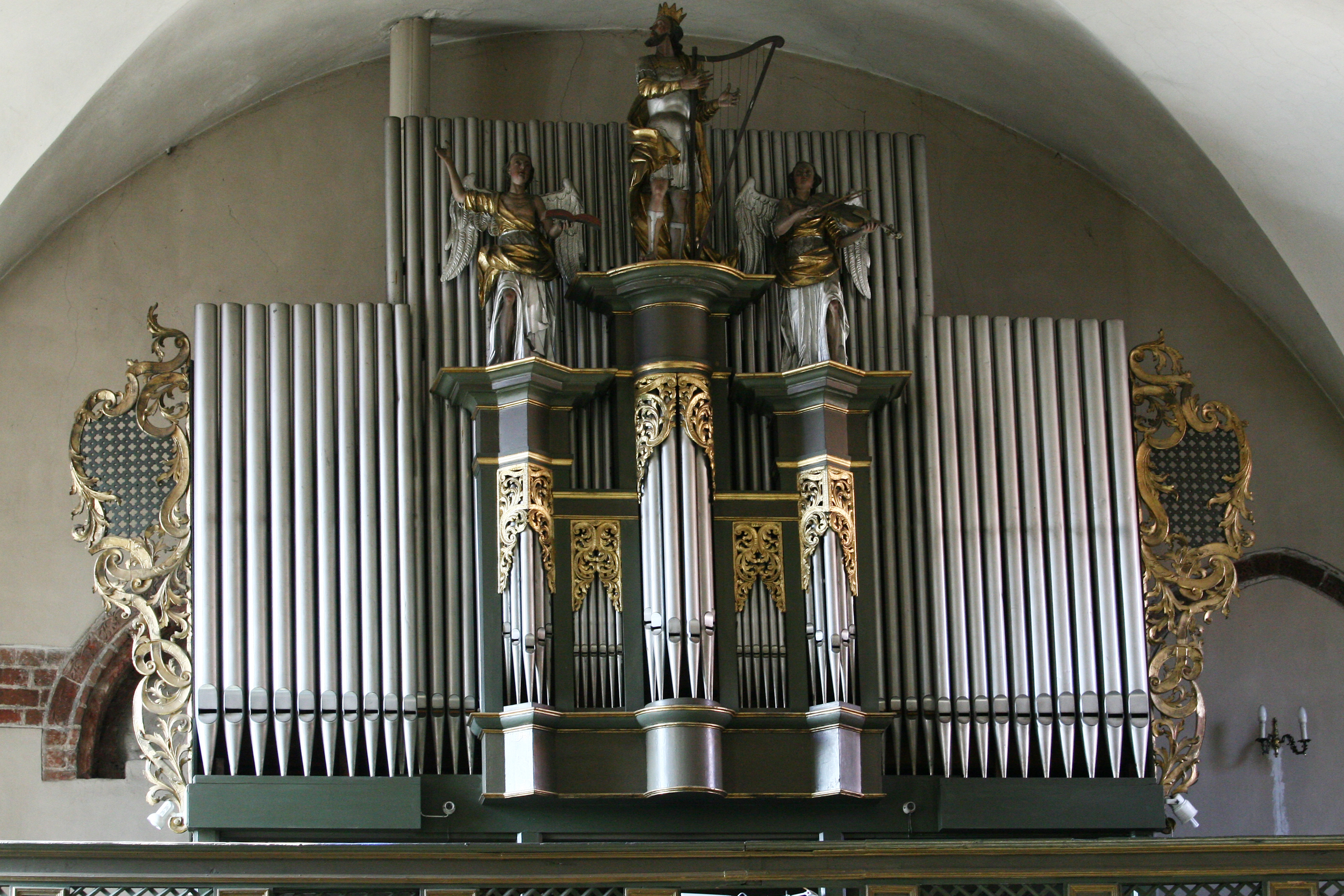
Organy

W 1628 roku prace przy ówczesnych organach wykonywał organmistrz narodowości węgierskiej, Sebastian Staub. Dziesięć lat później podjęto decyzję o budowie nowego instrumentu. Odpowiedzialny za jego wykonanie był Walenty Gorcius. Budowę ukończono przed 1640 roku, gdyż w tym roku odnotowano informację o złym stanie dachu, przez który woda deszczowa przeciekała do organów. Według ustaleń z 1663 roku instrument był rozstrojony i niegrający, dlatego remontował go organmistrz Albert. W tym czasie, w zastępstwie był używany pozytyw z chóru zakonnego. Oba instrumenty spłonęły podczas pożaru kościoła w 1693 roku.
Świątynia została odbudowana na początku XVIII wieku. Z tego okresu pochodzi prospekt organowy, który obecnie stanowi centralną część fasady organów zbudowanych w 1937 przez firmę Stefana Truszczyńskiego z Włocławka, a ufundowanych przez Stanisławę Horkową z Sieradza. Prospekt ten jest pozostałością nieznanych bliżej organów, zniszczonych po kasacie zakonu dominikanów (pod koniec XIX w.). 
W 1960 na strychu zainstalowano nową dmuchawę elektryczną, natomiast w 1974 firma Dymitra Szczerbaniaka z Łodzi zamontowała nowy miech pływakowy oraz dokonała kilku zmian w dyspozycji.
Dyspozycja instrumentu:
| Manuał I         | Manuał II                | Pedał            |
| ---------------- | ------------------------ | ---------------- |
| 1. Bourdon 16'   | 1. Pryncypał włoski 8'   | 1. Subbas 16'    |
| 2. Pryncypał 8'  | 2. Kryty 8'              | 2. Kontrabas 16' |
| 3. Kwinta 2 2/3' | 3. Salicet 8'            | 3. Oktawbas 8'   |
| 4. Flet 8'       | 4. Vox coeles. 8' [brak] |                  |
| 5. Oktawa 4'     | 5. Blokflet 4'           |                  |
| 6. Rurflet 4'    | 6. Róg nocny 2'          |                  |
| 7. Mixtura 3 ch. | 7. Kwinta 1 1/3'         |                  |

## Galeria

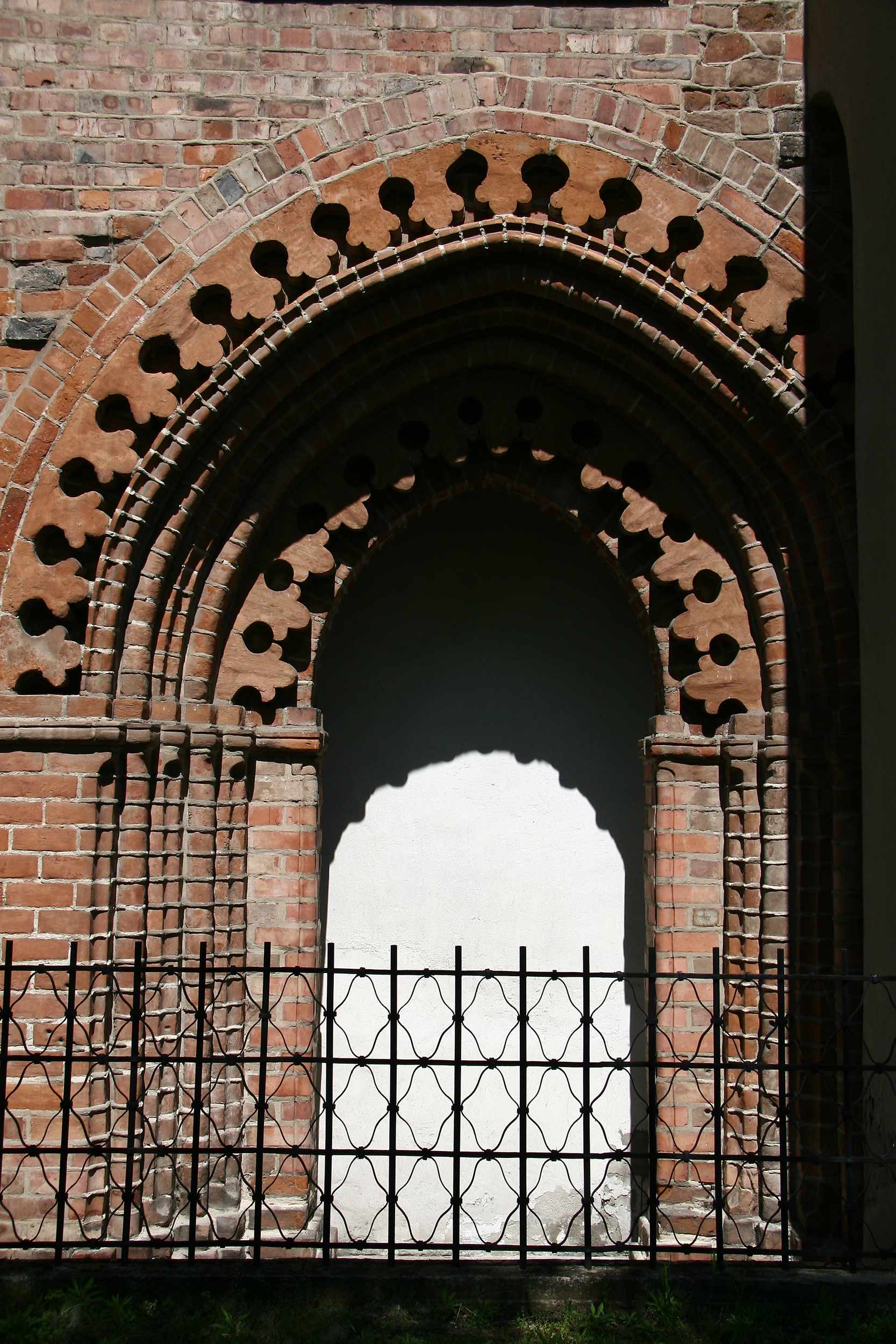
Gotycki portal wejściowy
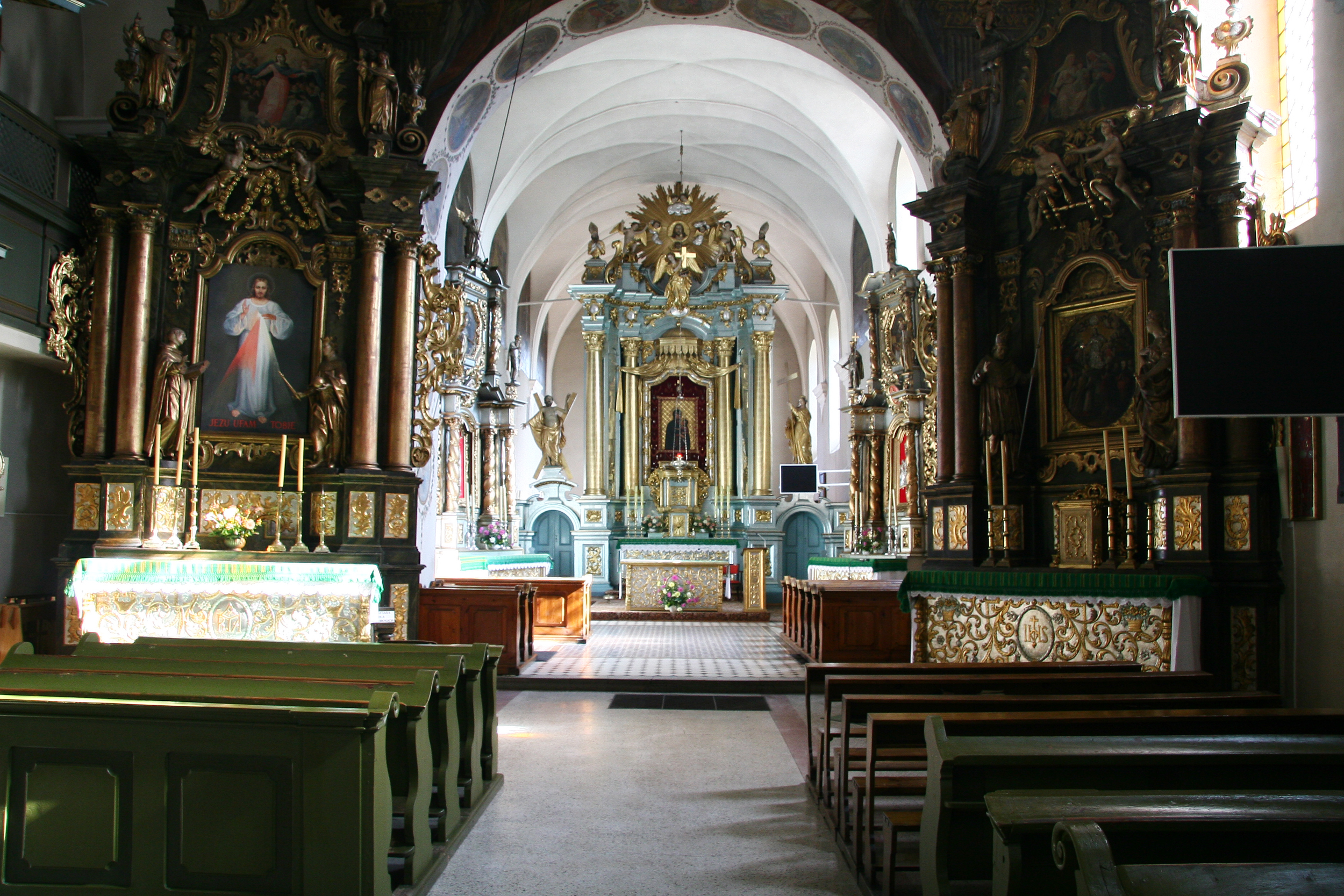
Wnętrze kościoła
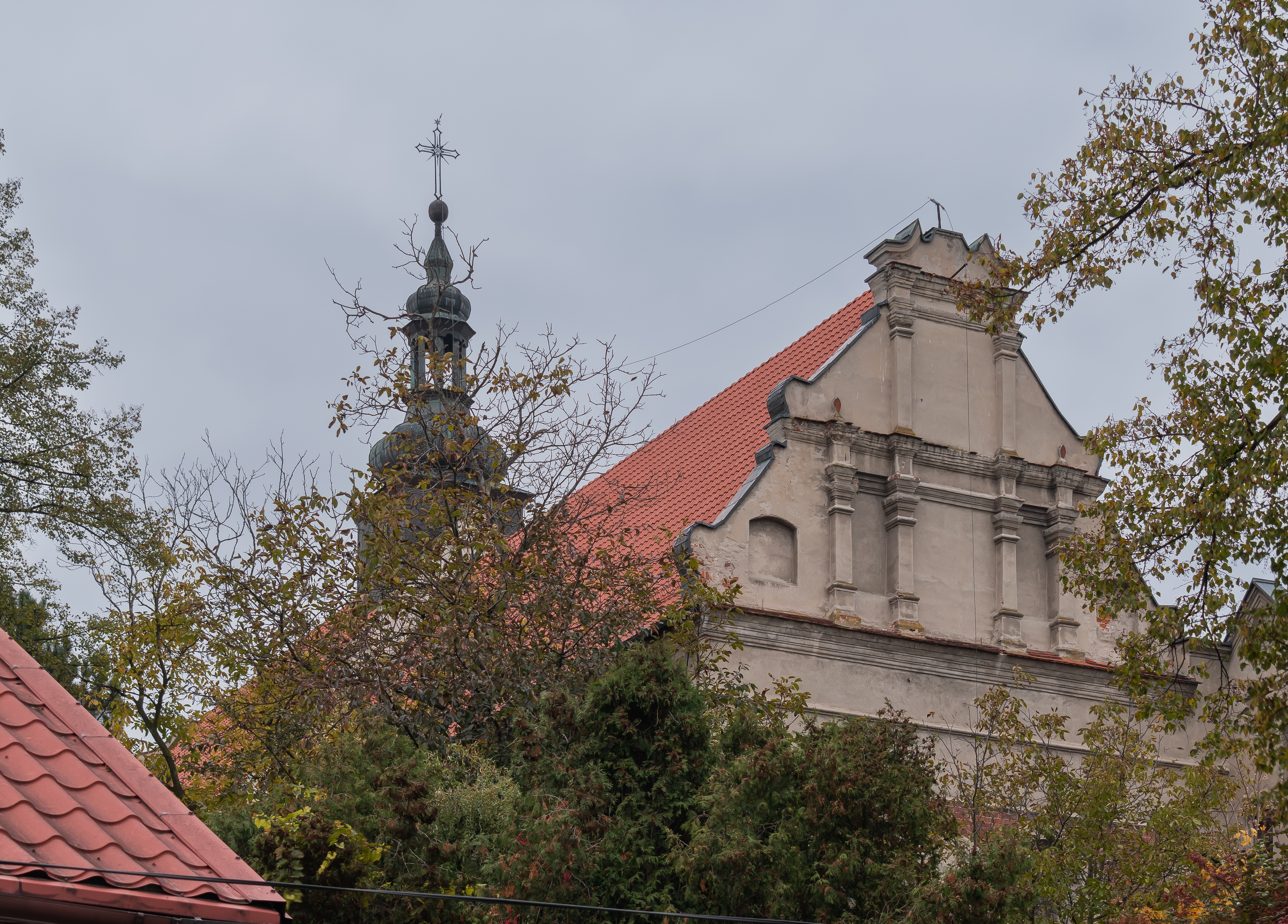
Barokowy szczyt kościoła